# 宁象战役
宁象战役是1949年7月第三野战军第七兵团追击撤退国军，解放宁海县、象山县的一场战役。

## 战前背景
1949年5月25日，解放军占领宁波市，5月28日宁波市军管会正式成立办公，第22军政委丁秋生任军管会主任，上海局的张登（即沙文汉）、浙东临时工委书记顾德欢为副主任。
杭州解放后，5月18日第21军主力从萧山出发沿金华、丽水南下温州，解放浙南。第61师作为左路军，经嵊县，5月22日进驻新昌。这时接到第七兵团命令，61师要直插溪口镇，解放奉化后再移师南下温州归建。进入台州时，第七兵团命令第61师停止南下，回戈东征，配合22军发动“宁象战役”。 在新昌、嵊县、奉化地区的国军第87军的第220师、第222师，受解放军第21军61师追击，退至宁海、象山半岛。第61师负责解放宁海（时属台州地区）、从南路进入象山，攻克五狮山之敌，解放石浦地区。
国军第87军（长江部队）前指驻石浦镇，指挥2万余人守备象山半岛：
- 第220师师部率一个团于西周镇，一个团于象山县城，660团于宁海的桥头胡、汶溪周一带；
- 第222师师部率664团于力洋镇、茶院；665团团部率二个营于宁海县城，一个营于黄坛；
- 交警第九总队任蛟门渡至西泽段防务，其2大队在薛岙；
- 浙东行署（主任俞济民）保安部队以及19个县、市的“流亡政府”任西泽至鹅头颈段守备。

6月30日，解放军第三野战军第七兵团向第22军并指挥第61师（师长胡炜、政委王静敏）下达了发动宁象战役，向象山半岛进军、解放浙江最后一块陆地的命令。

## 战斗经过
1949年7月3日宁象战役开始。

## 战后结果与影响
宁象战役从7月3日至7月9日，历时7天，解放军共歼敌2220人，缴获火炮20门，轻重机枪60挺，各式枪支1980支，弹药8000箱。解放军伤亡二百余人。